# Коноплёва, Людмила Николаевна
Людмила Николаевна Коноплёва (21 декабря 1957, Ленинград, РСФСР, СССР) — советская гребчиха, заслуженный мастер спорта СССР (1984)

## Биография
Окончила ГДОИФК.
Двукратный чемпион мира в женских восьмёрках (1982, 1983), трёхкратная чемпионка СССР (1982, 1983, 1984), многократный призёр чемпионата СССР (1979-1981, 1985).